# Plužine
Pour les articles homonymes, voir Plužine (homonymie).
Plužine (en cyrillique : Плужине) est une ville et une municipalité du nord-ouest du Monténégro. En 2003, la ville comptait 1 494 habitants et la municipalité 4 272, dont une majorité de Serbes.
Plužine est située dans le massif du Durmitor. Les vallons de la Piva et de la Vrbnica furent habitées dès la Préhistoire. Beaucoup de stations hydrauliques exploitent la puissance de ces rivières.

## Localités de la municipalité de Plužine

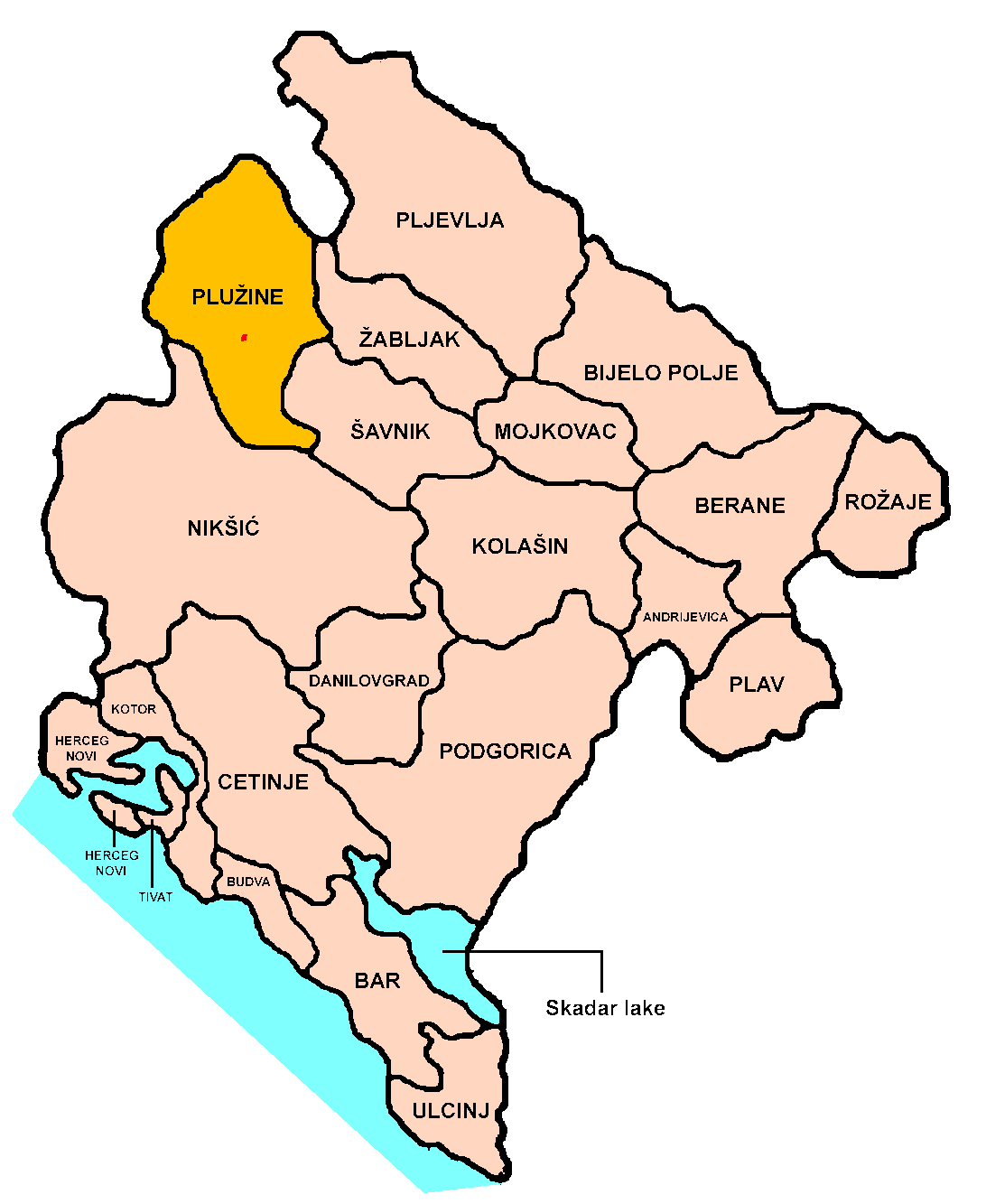
La municipalité de Plužine

La municipalité de Plužine compte 43 localités :
| - Babići - Bajovo Polje - Barni Do - Bezuje - Bojati - Boričje - Borkovići - Brijeg - Brljevo - Bukovac - Vojinovići - Goransko - Gornja Brezna - Donja Brezna - Dubljevići | - Žeično - Zabrđe - Zukva - Jerinići - Kneževići - Kovači - Lisina - Miloševići - Miljkovac - Mratinje - Nedajno - Nikovići - Osojni Orah - Pišče - Plužine | - Poljana - Prisojni Orah - Ravno - Rudinice - Seljani - Smriječno - Stabna - Stolac - Stubica - Trsa - Unač - Crkvičko Polje - Šarići |

## Démographie

### Ville

#### Évolution historique de la population dans la ville
| 1948 | 1953 | 1961 | 1971 | 1981 | 1991  | 2003  |
| ---- | ---- | ---- | ---- | ---- | ----- | ----- |
| 260  | 259  | 474  | 596  | 730  | 1 458 | 1 494 |

En 2009, la population de Plužine était estimée à 1 474 habitants.